# École de musique Asaf Zeynally à Bakou
L'École de muique de Bakou est un établissement public d'enseignement de segond degré à Bakou et l'une des principales écoles de musique secondaires d'Azerbaïdjan.

## Informations générales
École de musique de Bakou  est un collège public d'enseignement secondaire de quatre ans.
Environ 1 400 élèves y étudient et 400 pédagogues y enseignent. Plus de 8 000 musiciens ont étudié dans ce collège au cours de sa période d'existence. Nazim Kazimov, artiste émérite de l'Azerbaïdjan, est directeur du collège.

## Histoire de la fondation
En 1885, Antonina Yermolayeva, ancienne élève du Conservatoire de Moscou ouvre une école de musique privée avec le soutien de ses sœurs Yelizaveta et Yevgeniya. Antonina Yermolayeva devient la directrice de l'école. En 1901 des cours de musique classique sont ouverts à la base de cette école auprès du département local de l'Union musicale de Russie dont A. Yermolayeva était responsable. L'éducation dans ces classes était professionnelle. En 1916, les cours de musique sont transformés en école de musique. Le personnel pédagogique de l'école était principalement composé d'anciens élèves des conservatoires russes. L'éducation était mise en œuvre selon le matériel  adopté à Saint-Pétersbourg et à Moscou. 

## Personnel enseignant professionnels
Dans la première moitié du XXe siècle, les musiciens locaux, diplômés des institutions musicales professionnelles d'Azerbaïdjan, partaient souvent poursuivre leurs études en Russie, car les écoles et collèges nationaux n'avaient pas le statut d'établissement d'enseignement supérieur. Pendant ce temps, le haut niveau de compétences d'interprétation en Azerbaïdjan a été soutenu non seulement par les tournées d'éminents maîtres étrangers, mais aussi par l'afflux d'intelligentsia non-résidente, représentée par des musiciens-interprètes et des éducateurs de premier plan. Beaucoup d'entre eux ont ensuite formé la colonne vertébrale du personnel enseignant du Collège de musique de Baku et du premier Conservatoire d'Azerbaïdjan, qui ouvre ses portes le 26 août 1921.

## Direction
En 1922, l'école est dirigée par Üzeyir Hacıbəyov, un éminent compositeur azerbaïdjanais. Sous sa direction de nouvelles facultés des fondements de la théorie et du jeu sur les instruments orientaux  sont ouvertes (1922-1926 et 1939-1941).
Depuis 1953, l'école portait le nom d'Asaf Zeynally, compositeur et pédagogue azerbaïdjanais.
Le directeur actuel du collège est le professeur Nazim Kazimov, Artiste émérite de l'Azerbaïdjan.

## Anciens élèves célèbres
- Khan Chouchinsky
- Asaf Zeynally
- Saïd Rustamov
- Sabina Babayeva
- Ahmad Bakikhanov
- Muslim Magomayev
- Zeynab Khanlarova
- Alim Qasimov
- Lutfiyar Imanov
- Rauf Babayev
- Suraya Qadjar